# Der Test
Der Test ist ein 1964 gedrehter deutscher Kurzfilm des Regisseurs Peter Fleischmann mit Amalie Müller und Anton Weber in der Hauptrolle.

## Handlung
Zwei Jungs probieren nachts in ihrem Kinderzimmer eine selbstgebaute Flugmaschine aus. Die aus Pappe gefertigten Flügel werden zuerst für einen „Flug“ vom Schrank aufs Bett erprobt. Nachdem dies geglückt ist, werden die Vorbereitungen für einen Flug aus dem Fenster eines mehrstöckigen Hauses getroffen. Für einen weiteren Test wird eine Ratte die die Jungs als Haustier halten mit einer kleinen Rakete aus dem Fenster geschleudert. Nach dem dies auch funktioniert hat steht der erste Jung zum Absprung in den Hof auf dem Fensterbrett schon bereit. In diesem Moment kommt plötzlich von außen durch das Fenster ein Mann ins Kinderzimmer geflogen, der sich als ein Bewohner des Mars vorstellt. Durch die entstehenden lauten Unterhaltungen kommt die Mutter der Kinder ins Kinderzimmer, macht das Licht an und ermahnt zur Ruhe und zum Schlaf. Der Mann ist verschwunden. Die Kinder verstecken schnell das Fluggerät unter dem Bett und stellen, im Bett liegend, sich schlafend. Als der eine Junge die Augen aufschlägt sieht er die Ratte wieder in ihrem Käfig sitzen.

## Kritik
Der Kurzfilm begeistert durch das authentische Siel und die lebhaften Unterhaltungen der Kinder. Die Tonspur wurde dabei durch nachträgliche Tonaufnahmen zu dem Spiel der Kinder montiert.
Die Filmbewertungsstelle Wiesbaden erteilte dem Werk das Prädikat «Wertvoll»